# Benbowia virescens
Benbowia virescens är en fjärilsart som beskrevs av Moore 1879. Benbowia virescens ingår i släktet Benbowia och familjen tandspinnare. Inga underarter finns listade i Catalogue of Life.